# Ernst Dietze
Ernst Moritz Dietze, Pseudonyme: S. Werner Kautzsch (von), Rocheflamme, (* 20. August 1869 in Volkmarsdorf, nun Stadtteil von Leipzig; † 12. April 1938 in Berlin) war ein deutscher Schriftsteller, der auch als Shakespeare-, Goethe- und Schiller-Forscher und Übersetzer bekannt wurde.

## Leben
Nach erfolgter Promotion zum Dr. phil. lebte er als Schriftsteller und Übersetzer zunächst in Stuttgart, später in Köln und ab 1924 in Berlin-Kaulsdorf, zuletzt in Berlin-Tiergarten. Er publizierte neben Romanen und Essays eine Reihe naturwissenschaftlicher und wirtschaftswissenschaftlicher Beiträge.
Dietze starb 68-jährig im Auguste-Viktoria-Krankenhaus in Berlin-Schöneberg. Er war verheiratet mit Eleonore Stephanie Francrise, geborene Corrtiaens.

## Werke (Auswahl)
- Die ethischen Grundlagen des Deutschtums in Philosophie und Dichtung (= Norddeutsche Schriftensammlung; 1). Berlin-Charlottenburg 1913.
- Frauenfrage und Ernährung als Probleme der Rassenkultur (= Norddeutsche Schriftensammlung; 4). Berlin-Charlottenburg 1913.
- Banken und Börse als zersetzende Kräfte in der Sozialwirtschaft. Berlin-Lichterfelde 1917.
- England vor dem wirtschaftlichen Zusammenbruch? Berlin 1918.
- Vom Imperialismus zum Bolschewismus. Eine zeitgemäße Studie. Berlin 1919.
- Umsturz und Sozialismus. Eine sozialgeschichtliche Betrachtung, kritisch dargestellt. Berlin 1919.